# Мартынов, Алексей Павлович
Алексей Павлович Мартынов (родился 4 марта 1947, Москва) — советский и российский камерный и оперный певец, тенор, профессор Московской государственной консерватории имени П. И. Чайковского. Народный артист Российской Федерации (2002).

## Биография
Алексей Павлович Мартынов родился 4 марта 1947 года в Москве. В 1966 г. окончил Музыкальное училище им. Гнесиных (класс скрипки Ю. М. Юровецкого), в 1970 г. с отличием окончил Государственный музыкально-педагогический институт им. Гнесиных (класс скрипки Л. П. Булатова). В 1976 г. с отличием окончил Московскую консерваторию как вокалист (класс Г. И. Тица). В настоящее время является профессором Московской консерватории имени П. И. Чайковского (кафедра сольного пения).

## Дирижёры
Сотрудничал с выдающимися российскими дирижёрами: Е. Светлановым, Г. Рождественским, В. Федосеевым, Д. Китаенко, Ю. Темиркановым, В. Гергиевым, А. Дмитриевым, Й. Алекса, Э. Класом, С. Сондецкисом, М. Янсонсом, В. Спиваковым, М. Плетнёвым и другими. Сотрудничал с известными зарубежными мастерами: И. Маркевичем, И. Менухиным, П. Этвашем, П. Нойманном, Г. Кёгелем, Г. Ферро, Ю. Францем.

## Награды и звания
- Лауреат международного конкурса вокалистов им. Ф. Эркеля (Будапешт, Венгрия, 1975, II премия).
- Лауреат международного конкурса вокалистов в Олдборо (Великобритания, 1978, IV премия).
- Народный артист Российской Федерации (2002)[1]
- Заслуженный артист Российской Федерации (1996)[2]

## Дискография
Выпущено более 20 компакт-дисков с записями камерной, вокально-симфонической и оперной музыки: записаны оперы С. Прокофьева («Маддалена», дирижёр Г. Рождественский), И. Стравинского («Мавра», дирижёр Т. Фишер, Голландия; «Свадебка», дирижёр П. Этваш), Н. Каретникова («Тиль Уленшпигель», дирижёр Э. Хачатурян), Каломириса («Протомастер», дирижёр Э. Хачатурян). 
С Ансамблем песни и пляски Советской армии записаны десятки песен, включая «Соловьи», «На солнечной поляночке», «Однозвучно гремит колокольчик», «Эх, дороги…», «Калинка» и другие, ставшие «визитными карточками» ансамбля.
Восьмая симфония Г. Малера (дирижёр Е. Светланов), «Песнь о лесах» Д. Шостаковича (JVC, Большой симфонический оркестр имени П. И. Чайковского, дирижёр В. Федосеев), «Повесть временных лет» Г. Дмитриева (дирижёр Г. Рождественский), «Реквием» Э. Денисова, «Реквием» В. Артёмова, «Страсти по Матфею» и «Страсти по Иоанну» И. С. Баха.
С 1972 г. Алексей Мартынов участвовал в фондовых записях Гостелерадио СССР и России. Всего для фондов радио было записано более 30 часов музыки: оперы, оперетты, оратории, кантаты, вокальные циклы, романсы и песни композиторов XVII—XX вв., народные песни, записи с симфоническими, камерными, народными, эстрадно-симфоническими коллективами; камерно-инструментальными ансамблями и т. п.